# Swann-emlékszökőkút
A Swann-emlékszökőkút (angolul: Swann Memorial Fountain) Philadelphiában áll.
A szökőkút a Logan Square közepén áll. Tervezője Wilson Eyre építész, szobrásza Alexander Stirling Calder volt. Az építmény Wilson Cary Swann-nek, a philadelphiai szökőkúttársaság (Philadelphia Fountain Society) alapítójának és elnökének állít emléket. Calder, illeszkedve a folyóisteneket megformáló tradíciókhoz, három őslakos bronzfiguráját készítette el. Ezek a terület legfontosabb folyóvizeit szimbolizálják: a férfi figura a Delaware-t, a nő a Schuylkillt, a lány a Wissahickont. A csoportot békák, teknősök, halak és két hattyú (angolul: swan) egészíti ki.
A szökőkutat 1924. júliusban adták át. Az eseményen, amelyen tízezer ember vett részt, a rendőrség zenekara játszott. A medence átmérője nagyjából 41 méter. A szökőkút közepéből 15 méter magasra tör fel a vízoszlop.